# میرزا یحیی مدرس اصفهانی
آقا میرزا یحیی مدرس بیدآبادی (۱۲۱۷–۱۳۱۰ ه‍.ش) (۱۲۵۴–۱۳۴۹ ه‍.ق)  متخلص به یحیی و معروف به میرزا یحیی مدرس اصفهانی، از علما و استادان ادبیات آئینی در اواخر دوران قاجار بود. او علاوه بر تدریس ریاضیات، هییت و نجوم، شاعر و صاحب دیوان اشعار با حدود شش هزار بیت شامل  مدیحه سرایی و اشعار آیینی بود.

## زندگی‌نامه
آقا میرزا یحیی مدرس بیدآبادی درحدود سال۱۲۱۷ ش (۱۲۵۴ ق) در کربلا متولد گردید ودر شانزده سالگی به همراه پدر و تمام خانواده به اصفهان رفت. میرزا یحیی مدرس بیدآبادی، معروف به کاشی پز، فرزند محمد اسماعیل بن محمد باقر از طرف مادر به آقامحمد بیدآبادی واز طرف پدر به محمدباقر محقق سبزواری می‌رسد
پدر میرزا یحیی، استاد اسماعیل کاشی پز اصفهانی ، از اساتید کاشی کاری بوده و قسمتی از تزیینات کاشی کاری مسجد سید اصفهان درسال۱۲۵۶ ه‍.ش (۱۲۹۴ ه‍.ق) از آثار او است. از دیگر آثار او تزیینات سردر مسجد جامع چالشتر مربوط به دوره قاجار است که در شهرستان شهرکرد استان چهارمحال و بختیاری واقع می‌باشد و به عنوان یکی از آثار ملی ایران به ثبت رسیده‌است.
میرزا یحیی ۵ فرزند داشت: آقا میرزا محمدحسین مدرس زاده، آقا میرزا محمدمهدی مدرس زاده، رباب آغا، همسر سید ابراهیم پوده ای متخلص به سری، و دو دختر دیگر

## درگذشت
میرزا یحیی در حدود ۹۵ سالگی در روز چهارم فروردین ماه ۱۳۱۰ ه‍.ش (۵ ذی قعده سال ۱۳۴۹ ه‍.ق) در اصفهان فوت کرد. پیکر او در تخت فولاد در تکیه میرزا رفیعا نایینی به خاک سپرده شد (تکیه در سال ۱۳۴۸ ش جهت ساخت فرودگاه تخریب شد)

## آثار

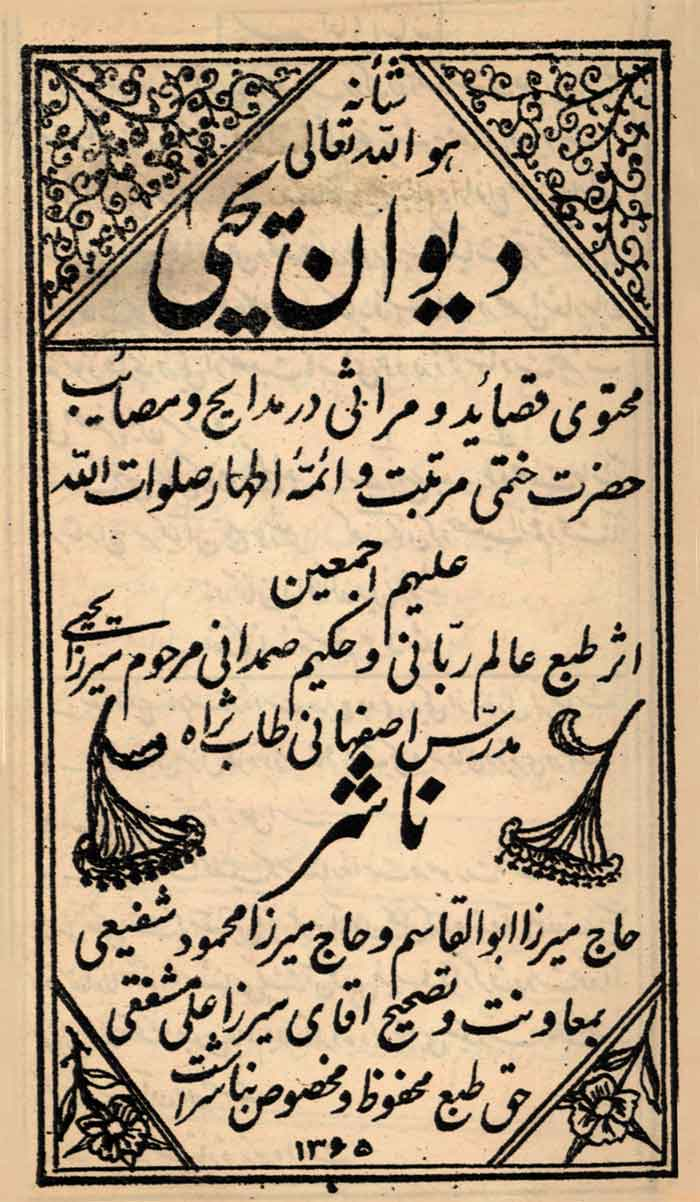
دیوان اشعار آقا میرزا یحیی مدرس بیدآبادی متخلص به یحیی با حدود شش هزار بیت شامل مدیحه سرایی، ادبیات و اشعار آیینی

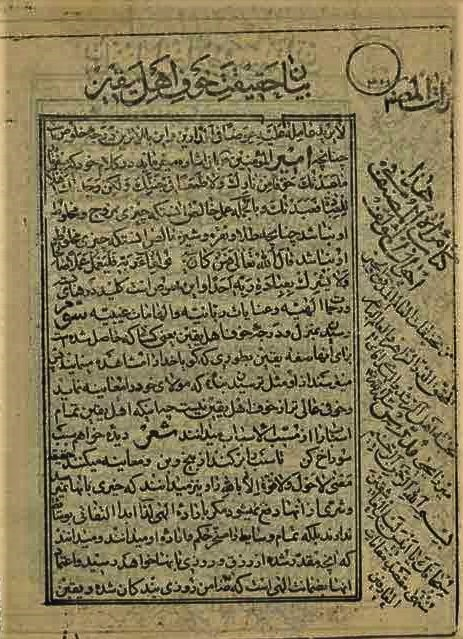
مراة المنصف تألیف آقا میرزا یحیی مدرس بیدآبادی چاپ ۱۳۰۳ه‍.ش (۱۳۴۳ه‍.ق)

میرزا یحیی به فارسی و عربی شعر می‌گفت و هر روز مداحان و مرثیه سرایان به خانه او آمده و اشعار و سرودهای او ، به خصوص مراثی او را شنیده و یادداشت می کردند و از آنها را در مجالس روضه و  احیا استفاده می کردند. 
آثار چاپ سنگی:
- دیوان اشعار (در حدود ۶ هزار بیت) چاپ ۱۳۲۵ ش (۱۳۶۵ ق)
- مراة المنصف (در شرح حال حاج میرزا محمدرضا کلباسی، در آخر کتاب انیس اللیل) چاپ ۱۳۰۳ ش (۱۳۴۳ق)[۷]

آثار چاپی معاصر
- امین فروغی، مهدی، مجموعهٔ اشعار میرزا یحیی در قالب مربّع ترکیب با عنوان چهار باغ، دفتر نشر فرهنگ اسلامی، ۱۳۹۵
- دیوان یحیی: مدایح و مراثی حضرت ختمی مرتبت (ع) و ائمه اطهار (ص)، جلوه کمال، ۱۳۸۶ محمد تقی بن محمد-
- مدرس اصفهانی، یحیی، دیوان یحیی: محتوی قصائد و مراثی در مدایح و مصائب حضرت، اسلامیه، ۱۳۵۶

آثار نمایشی تهیه و پخش شده در تلویزیون در ارتباط با میرزا یحیی
- مستندی پیرامون زندگی استاد ادبیات آیینی، آقا میرزا یحیی مدرس اصفهانی تهیه و پخش شده در شبکه قران ۱۳۸۹
- همخوانی در مدح علی ابن ابیطالب و غدیر – شعر از میرزا یحیی مدرس – اجرا: گروه همخوانی قدر- پخش شده در شبکه قران

## استادان
میرزا یحیی تا ۱۶ سالگی در نجف از استادانی شامل زیر استفاده کرد:
- شیخ انصاری
- شیخ محمّدباقر واثق همدانی

و استادان او در اصفهان شامل:
- حاج محمدباقر نجفی اصفهانی
- آقا میرزا محمّدهاشم چهارسوقی
- میرزا محمدباقر صاحب روضات
- آخوند محمّد کاشی
- ملاهادی سدهی (علوم غریبه)

## شاگردان
مدرس بیدآبادی در مدرسهٔ میرزا حسین واقع درمحله بیدآباد (اصفهان) و همچنین در خانه مسکونی خود در کنار مسجد سید، حوزه درس برقرار کرده بود. طلاب و دانشچویان درعلوم متفاوت شامل: ادبیات و فقه، اصول و کلام و منطق و معانی از کلاس درس او استفاده می‌کردند. برخی از شاگردانش عبارتند از:
- حسن وحید دستگردی که از احمد شاه قاجار لقب سلطان الشعراء را دریافت کرده بود
- سید ابوالحسن اصفهانی
- سیّد ابراهیم پودهای متخلص به سرّی (داماد میرزا یحیی) که در مسابقهٔ ادبی رادیو لندن در سال ۱۳۲۶ش در بین ۲۷۳ نفر از شرکت‌کنندگان جزو دو نفر ممتازشناخته شده بود[۸]
- شیخ عباسعلی ادیب حبیب آبادی
- شیخ اسماعیل کلباسی
- سیّد حسن چهارسوقی
- سیّد محمد حسن روضاتی
- سیّد محمد حسین ملاذ روضاتی
- سیّد ابوالقاسم اعظم واقفی نطنزی
- حاج میرزا عبدالعزیز غروی نطنزی نظامالعلماء
- میرزا علی مشفقی
- شیخ غلامحسین یزدی آبشاهی
- عبدالصمد بن حسین محلاتی
- میرزا محمّدعلی هاتفی نطنزی